# Boys' Brigade
Boys' Brigade pojkbrigaden, är en brittisk pojkrörelse grundad på 1880-talet.
Boys' Brigade har utgått från söndagsskolearbetet och som sitt främsta mål haft pojkarnas kristliga uppfostran. Dess organisation och arbetesmetoder liknar scoutrörelsens Sammanslutningen var under en tid den starkaste rent kristliga pojkorganisationen i världen och var förebild för Frivilligt Drenge Forbund.